# Commissaire aux comptes
Un commissaire aux comptes (CAC) est en France un auditeur dont le rôle est la vérification des comptes d'une entreprise. C'est un acteur extérieur à l'entreprise qui contrôle la régularité, la sincérité et l'image fidèle des comptes annuels établis par une société ou autre institution ainsi il fait un audit comptable et financier. Il s'agit d'une mission légale qui peut aussi être décidée volontairement par l'entreprise. Le statut et le rôle du commissaire aux comptes sont définis par la loi.
La France compte 11.243 commissaires aux comptes personnes physiques et 6.557 commissaires aux comptes personnes morales.

## Inscription sur la liste des commissaires aux comptes
Les fonctions de commissaire aux comptes sont exercées par des personnes physiques ou par des sociétés inscrites sur une liste établie par la Haute Autorité de l'audit (H2A). La H2A est par ailleurs chargé d'identifier et de promouvoir les bonnes pratiques professionnelles, d'émettre un avis sur les normes professionnelles et d'être une instance d’appel des décisions des Compagnies nationales des commissaires aux comptes.

### Conditions à remplir

#### Personne physique
Une personne physique, pour être inscrite doit être française ou  ressortissante d'un État membre de l'Union européenne ou d'un État partie à l'accord sur l'Espace économique européen ou d'un autre État étranger lorsque celui-ci admet les nationaux français à exercer le contrôle légal des comptes. Elle ne doit pas avoir été l'auteur de faits contraires à l'honneur ou à la probité ayant donné lieu à une condamnation pénale ou  à une sanction disciplinaire de radiation . Elle ne doit pas avoir été frappée de faillite personnelle. Elle doit remplir les conditions de diplômes (cf. formation). 
Tout commissaire aux comptes doit prêter, devant la cour d'appel dont il relève, le serment de remplir les devoirs de sa profession avec honneur, probité et indépendance, respecter et faire respecter les lois. 
Les fonctions de commissaire aux comptes sont incompatibles : avec toute activité ou tout acte de nature à porter atteinte à son indépendance ; avec tout emploi salarié ; (toutefois, un commissaire aux comptes peut dispenser un enseignement se rattachant à l'exercice de sa profession ou occuper un emploi rémunéré chez un commissaire aux comptes ou chez un expert-comptable) ; avec toute activité commerciale, qu'elle soit exercée directement ou par personne interposée.

#### Personne morale
Une société, pour être inscrite doit remplir plusieurs conditions : la majorité des droits de vote de la société sont détenus par des commissaires aux comptes ou des sociétés de commissaires aux comptes inscrits sur la liste. Les fonctions de gérant, de président du conseil d'administration ou du directoire, de président du conseil de surveillance et de directeur général sont assurées par des commissaires aux comptes inscrits sur la liste ou régulièrement agréés dans un autre État membre de l'Union européenne pour l'exercice du contrôle légal des comptes ; La majorité au moins des membres des organes de gestion, d'administration, de direction ou de surveillance doivent être des commissaires aux comptes. Dans les sociétés de commissaires aux comptes inscrites, les fonctions de commissaire aux comptes sont exercées, au nom de la société, par les commissaires aux comptes personnes physiques associés, actionnaires ou dirigeants de cette société qui signent le rapport destiné à l'organe appelé à statuer sur les comptes. 

#### Formation
Plusieurs voies différentes permettent de s'inscrire sur la liste et d'accéder à la profession :
- le certificat d'aptitude aux fonctions de commissaire aux comptes : les personnes admises à se présenter sont les titulaires d'un diplôme national de master ou d'un titre ou d'un diplôme conférant le grade de master délivré en France ou d'un diplôme obtenu dans un état étranger et jugé de niveau comparable au diplôme national de master par le Garde des Sceaux, ministre de la Justice, et qui, selon le cas :
  - ont subi avec succès les épreuves du certificat préparatoire aux fonctions de commissaire aux comptes ;
  - sont titulaires du diplôme d'études comptables supérieures régi par le décret no 81-537 du 12 mai 1981 relatif au diplôme d'études comptables supérieures ou du diplôme d'études supérieures comptables et financières ou ont validé au moins quatre des sept épreuves obligatoires du diplôme supérieur de comptabilité et de gestion dans les conditions définies à l'article 50 du décret no 2012-432 du 30 mars 2012 ;
  - sont titulaires de diplômes jugés d'un niveau équivalent à ceux ci-dessus par le garde des Sceaux.
- le diplôme d’expertise comptable (DEC) : lorsque le candidat à l'inscription est titulaire du diplôme d'expertise comptable, les deux tiers au moins du stage prévu par l'article 67 du décret no 2012-432 du 30 mars 2012 (donc deux ans sur trois) relatif à l'exercice de l'activité d'expertise comptable doivent avoir été accomplis soit chez une personne inscrite sur la liste des commissaires aux comptes et habilitée à recevoir des stagiaires ;
- les personnes physiques ayant exercé pendant une durée de quinze ans au moins une activité publique ou privée qui leur a permis d'acquérir dans les domaines financier, comptable et juridique intéressant les sociétés commerciales une expérience jugée suffisante Peuvent être admises, par le garde des Sceaux à se présenter aux épreuves du certificat d'aptitude aux fonctions de commissaire aux comptes et sont dispensées de tout ou partie du stage professionnel, en application du premier alinéa de l'article L. 822-1-2 du Code de commerce[5].

#### Formation continue
En application de l'article L822-4 du code de commerce, le commissaire aux comptes est tenu de suivre une formation professionnelle continue lui permettant d'entretenir et de perfectionner ses connaissances. La durée minimale est de 40 heures par an.

## Nomination
On distingue les CAC titulaires, qui exercent effectivement le contrôle de l'entité, des CAC suppléants qui remplacent le titulaire lorsque ce dernier cesse ses fonctions en cours de mandat. Quel que soit le type de l'entité, le statut et les missions du CAC sont identiques.
La  personne physique ou la société professionnelle nommée,  doit être inscrite sur la liste spéciale dressée par le Haut Conseil du Commissariat aux comptes. Elle doit être membre d'une organisation professionnelle, la CRCC (compagnie régionale des commissaires aux comptes).
La rémunération n'est pas librement fixée mais calculée en fonction d'un barème légal (Code de commerce art. R823-12).
Lors de la constitution d'une société faisant un appel public à l'épargne, le CAC est élu par l’assemblée constitutive. Dans les autres cas, le CAC est désigné par les statuts. Pendant la vie sociale, le CAC est nommé par l'assemblée générale ordinaire (AGO) ou par décision judiciaire, à la demande de tout actionnaire, si l’assemblée omet de l’élire.

### Nomination obligatoire (conditions de seuils)
Le décret n° 2024-152 du 28 février 2024 relatif à l'ajustement des critères de taille pour les sociétés et groupes de sociétés modifie les obligations de nomination du commissaire aux comptes dans les sociétés commerciales qui sont des petites entreprises.
Les sociétés commerciales qui dépassent deux des trois seuils (ci-dessous) ne sont pas des petites entreprises et sont tenues de désigner un commissaire aux comptes.
- total du bilan : 5 000 000 € ;
- chiffre d'affaires hors taxes : 10 000 000 € ;
- nombre de salariés : 50.

#### Nomination obligatoire (sans condition de seuil)

##### Entités d’intérêt public
Un commissaire aux comptes au moins est nommé sans condition de dépassement de seuil dans toutes les entités d’intérêt public, quelle que soit leur forme juridique (art. L. 823-2-1 C. com.). Ainsi, une société commerciale qui est une EIP et qui ne dépasse pas deux des trois "seuils 5/10/50" est tenue d’avoir au moins un commissaire aux comptes.

##### Sociétés d’économie mixte locales
Les sociétés d’économie mixte locales (SEML) revêtent la forme de société anonyme. En 2019, la loi PACTE insère un nouvel article L. 1524-8 dans le code général des collectivités territoriales qui dispose que, par dérogation à l’article L. 225-218 du code de commerce (applicable aux SA), les SEML sont tenues de désigner au moins un commissaire aux comptes, sans condition de dépassement de seuil.

##### Sociétés commerciales astreintes à publier des comptes consolidés
Pour mémoire, deux commissaires aux comptes au moins sont nommés dans les personnes et entités astreintes à publier des comptes consolidés (art. L. 823-2 C. com.), quelle que soit la taille de ces personnes et entités considérées individuellement. La loi PACTE n’a pas apporté de modification à cette règle.

#### Nomination obligatoire dans les petits groupes
Un « petit groupe » est un ensemble formé par une personne ou une entité, non EIP et non astreinte à publier des comptes consolidés, qui contrôle au sens de l’article L. 233-3 du code de commerce une ou plusieurs sociétés et qui dépasse en cumul, à la clôture d’un exercice social, deux des trois seuils suivants :
- total du bilan : 4 000 000 € ;
- chiffre d'affaires hors taxes : 8 000 000 € ;
- nombre de salariés : 50

Les chiffres à retenir sont les chiffres agrégés tels qu’ils ressortent des derniers comptes annuels arrêtés de la tête de "petit groupe" et des sociétés contrôlées composant le « petit groupe » (sans prorata ni élimination des opérations internes).
Une tête de "petit groupe" est la personne ou entité qui contrôle, au sens de l’article L. 233-3 du code de commerce, les sociétés du "petit groupe". La tête de "petit groupe" peut être elle-même individuellement en deçà ou au-dessus des "seuils 4/8/50".
Le dispositif relatif aux "petits groupes" introduit dans la loi PACTE a pour objet de ne pas créer de différence de traitement entre l’organisation d’une activité sur une seule entité juridique ou sur un ensemble d’entités juridiques qui sont des petites entreprises.
À cet effet, l’article L. 823-2-2 du code de commerce résultant de la loi PACTE dispose : « Les personnes et entités, autres que celles mentionnées aux articles L. 823-2 [entités astreintes à publier des comptes consolidés] et L. 823-2-1 [entités d’intérêt public], qui contrôlent une ou plusieurs sociétés au sens de l’article L. 233-3 désignent au moins un commissaire aux comptes lorsque l’ensemble qu’elles forment avec les sociétés qu’elles contrôlent dépasse les seuils fixés par décret pour deux des trois critères suivants : le total cumulé de leur bilan, le montant cumulé de leur chiffre d’affaires hors taxes ou le nombre moyen cumulé de leurs salariés au cours d’un exercice.
Le premier alinéa du présent article ne s’applique pas lorsque la personne ou l’entité qui contrôle une ou plusieurs sociétés est elle-même contrôlée par une personne ou une entité qui a désigné un commissaire aux comptes.
Les sociétés contrôlées directement ou indirectement par les personnes et entités mentionnées au premier alinéa du présent article désignent au moins un commissaire aux comptes si elles dépassent les seuils fixés par décret pour deux des trois critères suivants : le total du bilan, le montant du chiffre d’affaires hors taxes ou le nombre moyen de salariés employés au cours de l’exercice. Un même commissaire aux comptes peut être désigné en application du premier alinéa et du présent alinéa ».

#### Nomination obligatoire dans les têtes de petits groupes
En application des dispositions du nouvel article L. 823-2-2 du code de commerce, les personnes et entités qui ne sont pas des EIP et celles qui ne sont pas astreintes à publier des comptes consolidés mais qui contrôlent au sens de l’article L. 233-3 du code de commerce une ou plusieurs sociétés désignent au moins un commissaire aux comptes lorsque l’ensemble qu’elles forment avec les sociétés qu’elles contrôlent dépasse à la clôture d’un exercice social les seuils fixés par l’article D. 823-1 du code de commerce pour deux des trois critères suivants :
- total du bilan : 4 000 000 € ;
- chiffre d'affaires hors taxes : 8 000 000 € ;
- nombre de salariés : 50

Le dépassement de ces seuils est apprécié en cumulant au niveau de l’ensemble les données individuelles de chaque société qui le compose, telles qu’elles ressortent des derniers comptes annuels arrêtés, sans prorata ni élimination des opérations internes.
L’obligation de désignation d’un commissaire aux comptes existe même si la tête de « petit groupe » ne dépasse pas individuellement deux des trois « seuils 4/8/50 ».
Les associés ou actionnaires de la tête de « petit groupe » :
- Confient au commissaire aux comptes un mandat de 6 exercices;
- Ou peuvent décider de limiter la durée de son mandat à 3 exercices (mission ALPE).

L’article L. 823-2-2 du code de commerce précise qu’un même commissaire aux comptes peut être désigné dans la tête de « petit groupe » et dans la ou les sociétés contrôlées significatives.

#### Nomination obligatoire dans les sociétés contrôlées significatives
Les sociétés contrôlées directement ou indirectement qui font partie d’un « petit groupe » sont tenues de désigner au moins un commissaire aux comptes lorsqu’elles sont significatives.
Elles sont significatives lorsqu’elles dépassent à la clôture d’un exercice social deux des trois seuils suivants (art. D. 823-1-1 C. com.) :
- total du bilan : 2 000 000 € ;
- chiffre d'affaires hors taxes : 4 000 000 € ;
- nombre de salariés : 25

Les associés ou actionnaires de la société :
- Confient au commissaire aux comptes un mandat de 6 exercices;
- Ou peuvent décider de limiter la durée de son mandat à 3 exercices (mission ALPE, voir 3.).

L’article L. 823-2-2 du code de commerce précise qu’un même commissaire aux comptes peut être désigné dans la tête de « petit groupe » et dans la ou les sociétés contrôlées significatives.

#### Nomination obligatoire (autres cas: associations, prestataires de formation continue...)
Les articles L6352-8 et R6352-19 du Code du Travail français prévoient que les entreprises prestataires de formation continue doivent désigner un commissaire aux comptes si elles atteignent deux des trois seuils suivants :
- total du bilan : 230 000 € ;
- chiffre d'affaires hors taxes : 153 000 € (chiffre d'affaires global et non lié aux seules prestations de formation continue) ;
- nombre de salariés : trois (en contrat à durée indéterminée).

Les entités percevant plus de 153 000 € de subventions publiques doivent également désigner un commissaire aux comptes, ce qui est le cas de nombreuses associations.

#### Nomination obligatoire (à la demande d'associés)
La loi PACTE a introduit l’obligation de nomination d’un commissaire aux comptes lorsqu’un ou plusieurs associés représentant au moins le quart du capital en font la demande, sans qu’il soit nécessaire de procéder à une demande en justice.
Cette disposition a été introduite par la loi PACTE pour les formes juridiques suivantes :
- Sociétés en nom collectif (SNC) (art. L. 221-9 C. com.) ;
- Sociétés en commandite simple (SCS) (art. L. 221-9 par renvoi de l’art. L. 222-2 C. com.) ;
- Sociétés en commandite par actions (SCA) (art. L. 221-9 par renvoi de l’art. L. 222-2 C. com. par renvoi de l’article L. 226-1 C. com.) ;
- Sociétés à responsabilité limitée (SARL) (art. L. 223-35 C. com.).

La loi de simplification, de clarification et d’actualisation du droit des sociétés no 2019-744 du 19 juillet 2019 a ensuite apporté plusieurs modifications à cette disposition :
- L’obligation a été étendue aux sociétés anonymes (SA), sociétés en commandite par actions (SCA) et sociétés par actions simplifiées (SAS) ;
- Le seuil de détention du capital a été porté du quart au tiers;
- La durée du mandat du CAC est obligatoirement de trois exercices (mission d’« audit légal petite entreprise », ALPE) ;
- La demande de désignation est motivée auprès de la société.

#### Nomination volontaire
En dehors des cas de nomination obligatoire mentionnés précédemment, l’assemblée générale des associés ou actionnaires d’une société commerciale qui ne dépasse pas deux des trois « seuils 5/10/50 » peut décider de nommer sur une base volontaire un ou plusieurs commissaires aux comptes.

## Durée du mandat
Le premier alinéa de l’article L. 823-3 du code de commerce pose le principe que la durée du mandat est de 6 exercices : « Le commissaire aux comptes est nommé pour un mandat de six exercices. Ses fonctions expirent après la délibération de l'assemblée générale ou de l'organe compétent qui statue sur les comptes du sixième exercice. »
Ainsi, à défaut de précision contraire lors de la nomination, le commissaire aux comptes désigné volontairement l’est pour une durée de 6 exercices.
Toutefois, dans le cas d’une désignation volontaire, l’article L. 823-3-2 du code de commerce prévoit, par dérogation au premier alinéa de l'article L. 823-3, que les associés ou actionnaires de la société peuvent décider de limiter la durée du mandat à 3 exercices. Cette décision doit être clairement exprimée dans la résolution adoptée. Dans ce cas, le commissaire aux comptes réalise une mission d’« audit légal petite entreprise » (mission ALPE).

## Durée des fonctions
Les CAC sont nommés pour une durée de six exercices. Les fonctions des CAC titulaires et suppléants ont la même durée. Ce mandat, reconductible, cesse soit à l’expiration de la durée, soit avant terme, dans deux hypothèses :
- révocation pour juste motif, par l'AGO ou en justice (non-exécution de la mission, divulgation de secret sur l'entité, immixtion dans la gestion, empêchement par longue maladie…) ;
- démission pour juste motif : maladie, litige grave avec l’entité, après notification à l'entité.

## Missions
La mission principale du CAC est celle de certifier la régularité et la sincérité des comptes. Elle est permanente, elle comporte des obligations envers les associés. En contrepartie, certaines prérogatives leur sont accordées. La mission du CAC est exclusive de toute immixtion dans la gestion : aucun éloge, ni critique sur la gestion de l'entité.

### Mission permanente
Les commissaires aux comptes ont pour mission permanente :
- de vérifier les livres et valeurs de l’entité ;
- de contrôler la régularité, la sincérité et l'image fidèle des comptes ;
- de s'assurer de la sincérité des informations données dans le rapport de gestion et dans les documents adressés aux associés sur la situation financière et les comptes de l'entité ;
- de vérifier le respect de l’égalité des associés.

Ces différents contrôles ne peuvent porter sur l’opportunité des actions de gestion, ni entraîner une immixtion des commissaires aux comptes dans la gestion.

### Certification
L'article L.823-9 du code de commerce dispose que « Les commissaires aux comptes certifient, en justifiant de leurs appréciations, que les comptes annuels sont réguliers et sincères et donnent une image fidèle du résultat des opérations de l'exercice écoulé ainsi que de la situation financière et du patrimoine de la personne ou de l'entité à la fin de cet exercice. »
- régularité : conformité des comptes aux règles d’évaluation et de présentation ;
- sincérité : loyauté et bonne foi dans l’établissement des comptes ;
- image fidèle : image aussi objective que possible de la réalité de l'entreprise donnée par la comptabilité générale afin qu'une personne de l'extérieur puisse en avoir une perception exacte.

Le même article impose la certification des comptes consolidés. La certification a pour objet de garantir aux actionnaires et aux tiers qu'un professionnel qualifié, après s'être conformé aux diligences fixées par la profession, a acquis la conviction de la régularité et de la sincérité des comptes, donnant une image fidèle des résultats, de la situation financière et du patrimoine de l'entité.
Il existe quatre niveaux de résultats :
- certification sans réserve : les comptes annuels sont établis selon les règles en vigueur et les principes comptables sont appliqués. L'objectif de l'image fidèle est atteint ;
- certification avec réserves : les réserves expriment une limitation à la portée de la certification. Elles s’expliquent par le fait que les concepts de régularité, de sincérité et d’image fidèle ont un caractère relatif ;
- Refus de certifier ;
- Impossibilité de certifier.

Sur les causes précises de ces résultats : voir Certification comptable.

### Information
Conformément à l'article L.823-16 du code de commerce, les CAC doivent communiquer le résultat de leurs investigations :
- aux dirigeants sociaux : il indique le détail des contrôles et vérifications effectués, les modifications proposées pour les méthodes d'évaluation, les irrégularités découvertes :
- aux associés : à l'AGO, les CAC présentent leur rapport sur les comptes annuels et consolidés, le cas échéant en relatant l'accomplissement des missions générales et donnant l'opinion sur les comptes, et un rapport spécial sur les conventions conclues entre la société et ses dirigeants, dans le cadre de la procédure d'alerte, sur certaines opérations particulières (fusions, réduction du capital…).

### Révélation des faits délictueux
Conformément à l'article L.823-12 du code de commerce, les CAC doivent révéler au Procureur de la République, les faits délictueux commis au sein de la société et découverts au cours de différentes investigations. Il n'appartient pas au commissaire aux comptes de se prononcer sur la qualification ou non en infraction contraventionnelle, délictuelle ou criminelle des faits révélés. On ne parle donc pas de dénonciation puisque le CAC n'exprime pas d'opinion face aux faits qu'il porte à la connaissance du Procureur de la République. La jurisprudence admet toutefois une appréciation du caractère délibéré et significatif des faits avant révélation par le commissaire aux comptes. Cette jurisprudence est régulièrement contestée et remise en cause par la magistrature.
Vis-à-vis des tiers, les CAC sont tenus au secret professionnel.

### Prévention des difficultés
La loi du 1er mars 1984 et le décret du 1er mars 1985 relatifs à la prévention et au règlement amiable des difficultés des entreprises ont prévu une intervention accrue des CAC dans deux domaines : l'information comptable et financière (pour certaines sociétés, rapport sur le tableau de financement, le plan de financement et le compte de résultat prévisionnel) et les procédures d'alerte (si le CAC décèle des faits de nature à compromettre la continuité de l'exploitation).

### Lutte contre le blanchiment des capitaux et de financement du terrorisme
Comme d'autres professionnels les commissaires aux comptes ont l'obligation de déclarer au procureur de la République les opérations dont elles ont connaissance qui sont susceptibles de porter sur le blanchiment des capitaux et le financement du terrorisme. Pour cela les commissaires aux comptes ont l'obligation  de mettre en place une organisation et des procédures internes visant à permettre le respect des dispositions relatives à la lutte contre le blanchiment des capitaux, ils ont  des obligations de vigilance à l’égard de leur clientèle ; des obligations de déclarations et d’information à TRACFIN. Une norme d’exercice professionnel (NEP 9605) définit les principes relatifs à la mise en œuvre de ces obligations. Elle fait l'objet d'une homologation par le Garde des sceaux.

## Prérogatives
Les prérogatives du CAC sont très larges, elles s'exercent par :
- le droit d'être informé :
  - mise à leur disposition, un mois au moins avant l'assemblée, au siège social, des comptes annuels, du rapport de gestion, des comptes consolidés et du rapport sur la gestion du groupe ;
  - droit d'être convoqué et de participer à la réunion de toutes les assemblées d'associés, du CA ou du directoire qui arrête les comptes.
- le droit d'investigation :
  - les CAC peuvent se faire communiquer, sur place, à tout moment, tous les comptes sociaux, les documents des sociétés mères ou des filiales des sociétés contrôlées, des documents des mandataires et auxiliaires de la société contrôlée ;
- le droit de convoquer les assemblées d'associés : à défaut de convocation par les organes sociaux compétents, les CAC peuvent convoquer ces assemblées.

## Responsabilités
- Responsabilité civile : (assurance professionnelle) fautes, négligences commises dans l'exercice des fonctions. Les CAC sont tenus à une obligation de moyens. La responsabilité n'est pas engagée du fait des révélations au Procureur.
- Responsabilité pénale : violation du secret professionnel, non révélation des faits délictueux, maintien des fonctions malgré des incompatibilités ou des interdictions, rapport mensonger ou incomplet.
- Responsabilité disciplinaire[11] : Constitue une faute disciplinaire tout manquement aux conditions légales d'exercice de la profession  et toute négligence grave et tout fait contraire à la probité ou à l'honneur. Les sanctions possibles sont l'avertissement,  le blâme,  l'interdiction d'exercer la fonction de commissaire aux comptes pour une durée n'excédant pas cinq ans, la radiation de la liste,   le retrait de l'honorariat. De plus l'interdiction, pour une durée n'excédant pas trois ans, d'exercer des fonctions d'administration ou de direction au sein d'une société de commissaire aux comptes et au sein d'entités d'intérêt public peut-être prononcé. Le paiement d'une somme à titre de sanction pécuniaire est également possible. Depuis le 17 juin 2016, deux formations sont compétentes pour prononcer des sanctions contre les commissaires aux comptes : - les commissions régionales de discipline, établies au siège de chaque cour d'appel, elles sont compétentes pour connaître uniquement des fautes disciplinaires commises par les commissaires aux comptes.   - le Haut conseil du commissariat aux comptes statuant en formation restreinte est compétent pour prononcer des sanctions contre les personnes autres que les commissaires aux comptes, il peut également sanctionner des commissaires aux comptes. Il n’est plus instance d’appel des décisions rendues en matière disciplinaire.
- Responsabilité administrative : les commissaires aux comptes de sociétés cotées sont soumis à l’autorité de l'AMF (ex : sanction pour communication au public d’informations inexactes, imprécises ou trompeuses sur des instruments financiers…).

Autres :
- la responsabilité sociétale des entreprises (RSE) : les commissaires aux comptes sont signataires de certains rapports de responsabilité sociale (ou de développement durable). La RSE donne lieu à certaines obligations juridiques ;
- la responsabilité du commissaire aux comptes face à la cybercriminalité : avant même d’initier une procédure de réclamation envers son « cyber-agresseur », l’entreprise victime doit s’interroger sur la solvabilité du cybercriminel à poursuivre en justice[12][réf. incomplète]. Or, il faut rapidement convenir que la probabilité d’identifier et de traduire en justice le cybercriminel est très faible. Si tel est le cas, la procédure judiciaire sera longue et surtout très coûteuse, et si l’entreprise-cible obtient gain de cause devant la justice, il existe une probabilité certaine que le montant du préjudice excède de beaucoup la solvabilité du cybercriminel. Dans ces conditions, les responsabilités indirectes sont souvent recherchées, en particulier celle du commissaire aux comptes. La recherche de réparation de préjudice subi est en effet plus aisée auprès des parties prenantes, surtout si elles sont bien assurées. La responsabilité du commissaire aux comptes peut être enclenchée sur le plan civil, pénal et disciplinaire comme vu ci-dessus[réf. nécessaire].